# Richard Petty
Pour les articles homonymes, voir Petty.
Statistiques en NASCAR Cup Series
Dernière mise à jour : 5 novembre 2013 
Richard Lee Petty, né le 2 juillet 1937 à Level Cross (en) en Caroline du Nord, est un pilote automobile américain ayant évolué en NASCAR Cup Series (anciennement dénommée Strictly Stock, Grand National, Winston ou Sprint Cup Series) entre 1958 et 1992.
Vainqueur de sept championnats (1964, 1967, 1971, 1972, 1974, 1975 et 1979), il détient le record de départs, de victoires et de pole positions de l'histoire de la NASCAR.
Il est surnommé The King (« Le Roi ») à la suite de la saison 1967 au cours de laquelle il remporte un record de 27 victoires dont dix consécutives. Victorieux à sept reprises du Daytona 500, le populaire pilote originaire du sud des États-Unis est une figure historique de son sport et membre inaugural de son temple de la renommée. La médaille présidentielle de la Liberté lui a été accordée en 1992.
Fils de Lee Petty et père de Kyle Petty ayant tous deux couru en NASCAR, Richard Petty est une véritable légende vivante dans son pays grâce à ses impressionnants résultats.

## Biographie

### Famille historique de la NASCAR
Né en Caroline du Nord, Richard Petty est le fils de Lee Petty, pilote de course automobile, pionnier de la NASCAR, vainqueur du premier Daytona 500 en 1959 et triple champion de la Cup Series.
Richard Petty ne s'essaie à la course automobile que lorsqu'il atteint ses 21 ans et ce à la demande de son père.

### Carrière de pilote automobile
Le 23 février 1964, devant une audience record de 82 240 spectateurs, Richard Petty remporte la sixième édition du Daytona 500, six ans après son père, au volant d'une Plymouth équipée d'un moteur Hemi. Battant le record de vitesse de la course avec une moyenne de 154,334 miles/h, Petty la remporte avec un tour d'avance sur Jimmy Pardue et Paul Goldsmith.
En 1970, lors du Rebel 400 disputé sur l'oval de Darlington, Petty perd le contrôle de sa Plymouth Road Runner après l'éclatement d'un pneu. Il percute violemment le mur intérieur de la piste qui la sépare de la fosse. Après plusieurs tonneaux, sa voiture s'arrête sur le toit. Petty est inconscient et sa tête dépasse vers l'extérieur de la vitre de la portière. S'il sort presque indemne de cet impressionnant accident, les images poussent la NASCAR à exiger l'installation du filet de sécurité couvrant la vitre latérale du conducteur. Blessé à l'épaule, Petty est battu par Bobby Isaac qui remporte le Grand National Championship de 1970.
Lors de la course de 1980 à Pocono, Petty percute le mur dans le virage numéro 2, renversant presque sa voiture. Petty se blesse au cou mais ne signale pas sa blessure aux officiels de la NASCAR pour pouvoir participer aux prochaines courses. Un tel agissement ne peut plus arriver actuellement, les règles actuelles de la NASCAR imposant une visite médicale officielle au pilote dès que celui-ci est victime d'un accident.
Dans le dernier tour du Daytona 500 de 1979, Richard Petty profite de l’accident entre les deux premiers, Bobby Allison et Cale Yarborough, pour remporter pour la sixième fois cette course.
Lors de l'édition 1981 du Daytona 500, Richard Petty s'impose face à Bobby Allison nettement plus rapide, en ne changeant pas ses pneus et en mettant moins d'essence lors du dernier arrêt au stand. Petty sort des stands avec dix secondes d'avance et en conserve quatre sur la ligne d'arrivée.

#### Fin de carrière
Lors du Daytona 500 de 1988, Richard Petty est impliqué dans un accident lors du 106e tour. Après plusieurs tonneaux éparpillant de nombreuses pièces sur le tronçon avant du Daytona International Speedway, Petty s'en sort sans blessure sérieuse, à l'exception d'une perte de vision temporaire due à des forces G excessives. L'accident est similaire à ceux subis par Bobby Allison en 1987 et par Carl Edwards en 2009 sur le Talladega Superspeedway. Les voitures avaient décollé après avoir effectué des têtes-à-queue et elles avaient endommagé les barrières de protection, leur causant de gros dommages. Pour son accident, la voiture de Petty avait décollé malgré la présence des plaques de restriction imposées juste avant le début de la saison 1988 par la NASCAR pour les courses à Talladega et à Daytona.
En novembre 1992, il termine sa carrière sur un accident au 95e des 328 tours du Hooters 500 disputé sur l'Atlanta Motor Speedway.

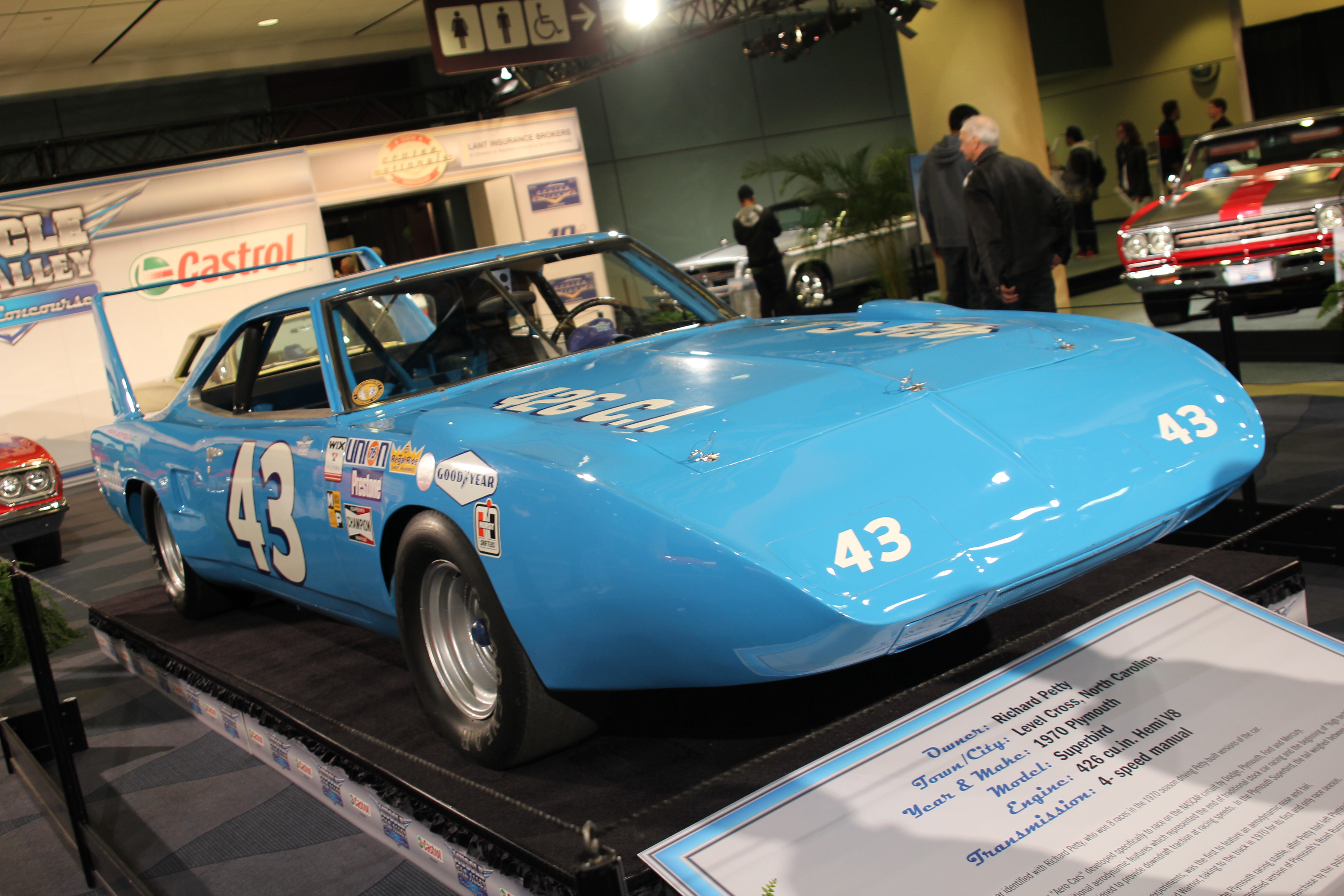
La Plymouth Superbird est développée pour la NASCAR avec un aspect aérodynamique agressif. Peinte du bleu Petty, elle est ici exposée dans un salon automobile au Canada en 2014.
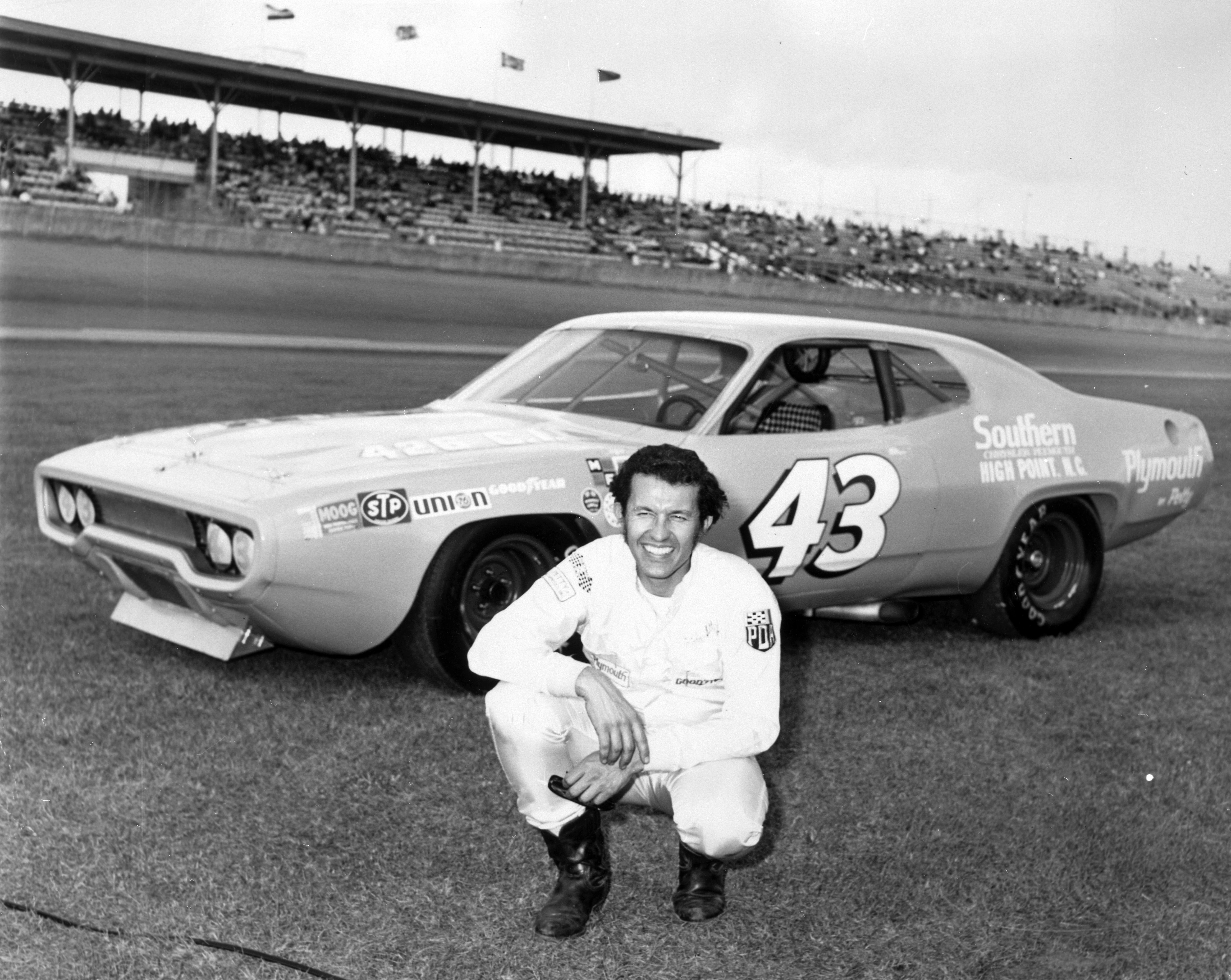
Richard Petty devant sa voiture no 43 en 1973.
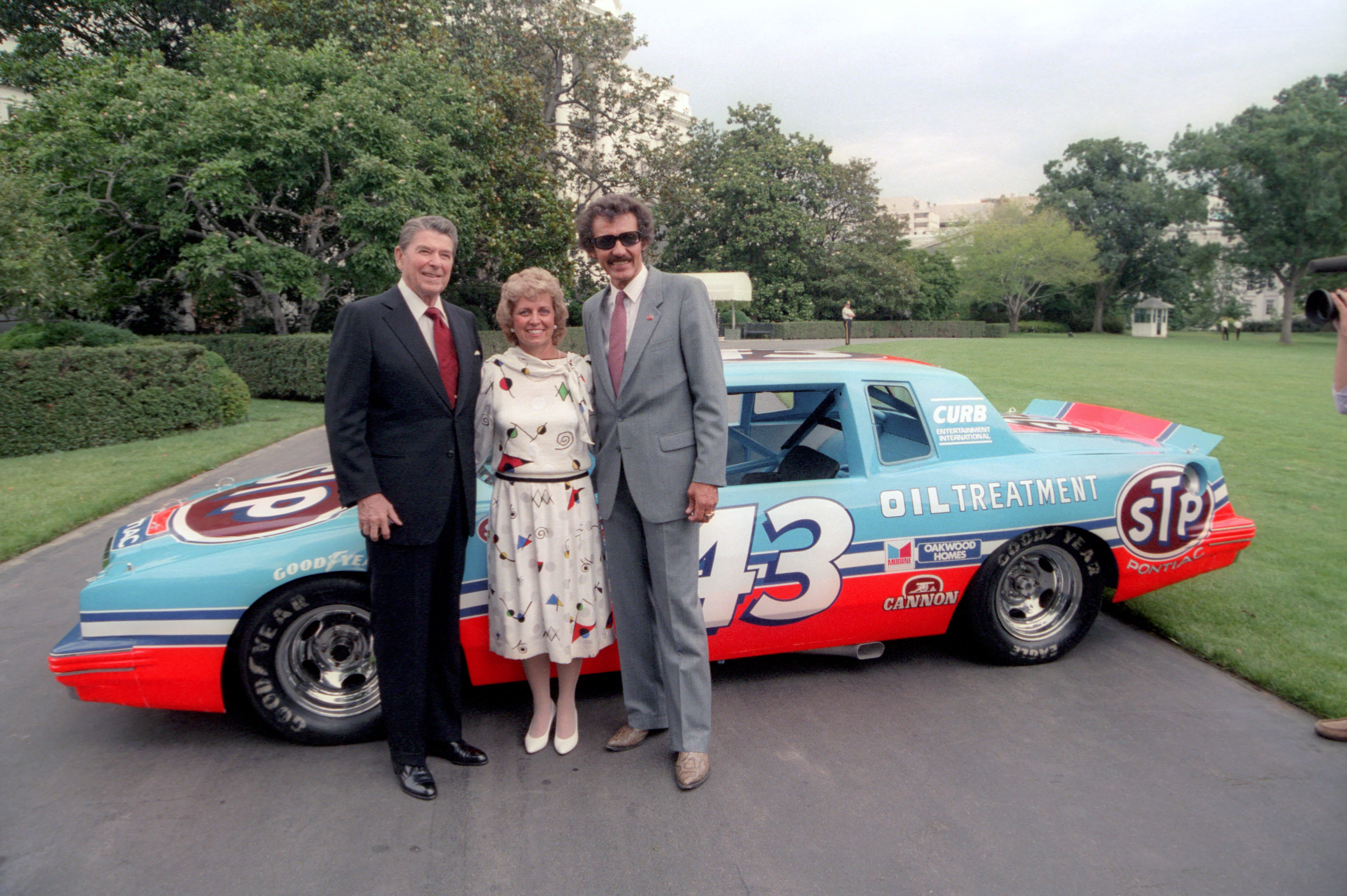
Richard Petty (à droite) et sa femme Linda lors d'une visite au Président des États-Unis Ronald Reagan à la Maison-Blanche en 1985.

### Petty Motorsports
À partir des années 1950, la famille Petty devient la principale attraction de Level Cross (en), petite ville de Caroline du Nord. Elle y exploite l'écurie de course Petty Enterprises dont Richard est l'un des dirigeants. Dans les années 1980, alors que d'autres propriétaires comme Rick Hendrick et Jack Roush (en) modernisent la compétition en recrutant des ingénieurs qui travaillent l'aérodynamisme de la voiture dans des usines de plus en plus grandes, Richard Petty s'y refuse et reste dans sa petite boutique de Randleman.
Le 12 mai 2000, son petit-fils Adam, fils de Kyle, meurt dans un accident lors d'un entraînement sur le circuit New Hampshire International Speedway. Après avoir disputé seulement une course de Cup Series, le futur pilote de l'écurie meurt à l'âge de 19 ans. Le frère d'Adam, Austin, s'occupe du camp d'été dénommé Victory Junction créé par les Petty après la mort d'Adam. Ce camp est destiné à offrir aux enfants gravement malades l'expérience d'un camp d'été et du plein air. Il est doté d'un personnel médical disponible 24 heures sur 24 en cas d'urgence.
En 2008, en manque d'argent et de résultats, le Petty Enterprises est vendue à la société Boston Ventures. En janvier 2009, l’entreprise fusionne avec Evernham Motorsports pour devenir Richard Petty Motorsports, utilisant le nom du pilote. L'année suivante, Richard Petty acquiert pour plusieurs millions de dollars un tiers de parts de l'écurie dont il supervise les opérations.
Inauguré en 1988, le Richard Petty Museum déménage à proximité de Randleman (Caroline du Nord) en 2003 avant de retrouver son emplacement d'origine à Level Cross en mars 2014.

### Acteur
En 1968, il joue le rôle d'un pilote de stock-car dans le film À plein tube aux côtés d'Elvis Presley et Nancy Sinatra.

### Vie privée
Petty épouse Lynda Owens en 1958. Après une longue bataille contre le cancer, elle décède le 25 mars 2014 à l'âge de 72 ans, chez elle à Level Cross (Caroline du Nord),.
Ils ont eu quatre enfants :
- Kyle Petty ;
- Sharon Petty-Farlow ;
- Lisa Petty-Luck ;
- Rebecca Petty-Moffit[14].

## Carrière
Quelques chiffres donnent un aperçu de ses 35 ans de carrière :
- 1 184 départs
- 123 pôles
- 200 victoires
- 555 fois dans les 5 premiers
- 712 fois dans les 10 premiers
- 307 836 tours parcourus
- 52 194 tours menés
- 303 809 miles de course
- 8 541 210 dollars de gain
- 349 abandons

Depuis son retrait de la série, seul le record des gains (8,54 millions de dollars) a été battu par Jeff Gordon, avec 89 397 060 dollars (89 millions de dollars).

## Dans la culture populaire
Richard Petty a inspiré le personnage de Strip « The King » Weathers (no 43) dans le film d'animation Cars et lui a prêté sa voix dans la version originale. Sa femme Lynda en a fait de même pour la voiture jouant son épouse.